# إم تي في كلاسيك (قناة تلفزيونية بريطانية)
إم تي في كلاسيك (بالإنجليزية: MTV Classic) هي قناة موسيقية بريطانية تليفزيونية مدفوعة تابعة لشبكات فاياكوم سي بي إس المملكة المتحدة وأستراليا. تم إطلاق القناة في المملكة المتحدة وأيرلندا في 1 يوليو 1999 باسم في إتش 1 كلاسيك. تركز القناة على مقاطع الفيديو الموسيقية والعروض الموسيقية من الستينيات فصاعدًا، وأحيانًا تتميز بمقاطع فيديو موسيقية ولقطات موسيقية من أوائل الأربعينيات أو الخمسينيات على الأقل، كما تقوم أحيانًا ببث مقاطع فيديو من عقد الألفية وأوائل عقد 2010s. أول فيديو موسيقي تم عرضه على قناة إم تي في الأصلية «فيديو كيلد ذا راديو ستار» لفرقة ذا بقلز في عام 1981، كان أيضًا أول فيديو موسيقي يتم تشغيله عندما تم تغيير اسم القناة إلى إم تي في كلاسيك في 1 مارس 2010. كل شهر نوفمبر وديسمبر في بعض التواريخ من كل عام، تقوم إم تي في كلاسيك بتغيير شعار القناة إلى إم تي في إكس ماس (MTV Xmas) وتقوم بعرض موسيقى عيد الميلاد المجيد. منذ إعادة تسمية القناة إلى إم تي في كلاسيك، أعادت فاياكوم تغيير اسم قنوات دولية أخرى بنفس الاسم. في 1 مايو 2010، تم تغيير العلامة التجارية في إتش 1 أستراليا لتصبح إم تي في كلاسيك وفي 10 يناير 2011، أطلقت شبكات إم تي في أوروبا نسخة إيطاليا من نفس القناة، لتحل محل إم تي في قولد.
بدأت إم تي في كلاسيك البث على شاشة عريضة في 6 مارس 2012.

## العلامات التجارية المؤقتة
تقوم فاياكوم أحيانًا بتغيير العلامة التجارية إم تي في كلاسيك إلى اسم مختلف لبث أنواع مختلفة من الموسيقى.
- MTV Xmas: في الفترة من 23 نوفمبر إلى 27 ديسمبر 2013، تم تغيير اسم القناة مؤقتًا لتصبح MTV Xmas، حيث كانت تعرض موسيقى تحت عنوان عيد الميلاد فقط.[3] ويتكرر هذا كل عام منذ ذلك الحين.
- MTV Summer: في الفترة من 1 أغسطس إلى 1 سبتمبر 2014، تم تغيير العلامة التجارية للقناة مؤقتًا لتصبح MTV Summer ، حيث كانت تعرض موسيقى صيفية فقط. تم تكرار هذا من 29 يونيو إلى 3 أغسطس 2015، لتحل محل MTV Pride.
- MTV Love: في الفترة من 29 يناير إلى 16 فبراير 2015، تم تغيير اسم القناة مؤقتًا لتصبح MTV Love، وهي تعرض أغاني الحب فقط. تم استخدام هذه القناة التي تم تغيير علامتها التجارية مؤقتًا كبديل لـ VIVA حتى إنشاء العلامة التجارية الدائمة إم تي في أو إم جي في مارس 2018.
- MTV Pride: في الفترة من 27 إلى 29 يونيو 2015، تم تغيير اسم القناة مؤقتًا لتصبح MTV Pride لتتزامن مع برايد ويك (أسبوع الفخر) المخصص للمثليين. تم استبدالها بـ MTV Summer في 29 يونيو 2015 وتم تكرارها مرة أخرى من 24 إلى 27 يونيو 2016. لاحقًا تم نقل MTV Pride إلى قناة إم تي في أو إم جي منذ 2018.
- MTV 90s: في الفترة من 27 مايو إلى 24 يونيو 2016، تم تغيير اسم القناة إلى MTV 90s لتشغيل مقاطع الفيديو التسعينيات الموسيقية وأيضًا اختيار برامج نيكلوديون من التسعينيات.
- MTV 80S: من 28 فبراير إلى 31 مارس 2020، لعرض فيديوهات موسيقية من عقد الثمانينات.

## التواجد
القناة متوفرة في المملكة المتحدة على شبكة سكاي وفيرجين وبي تي تي في وتاك تاك بلس تي في وفي أيرلندا على سكاي وفيرجين.

## الشعارات

تم استخدام شعار في إتش 1 كلاسيك الأصلي من 1 يوليو 1999 إلى 1 مارس 2010.
تم استخدام الشعار الأول لإم تي في كلاسيك من 1 مارس 2010 إلى 1 يوليو 2011.
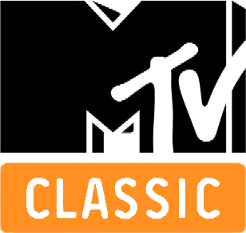
الشعار الثاني المستخدم من 1 يوليو 2011 إلى 1 أكتوبر 2013.
الشعار الثالث المستخدم من 1 أكتوبر 2013 إلى 5 أبريل 2017.
شعار فترة الكريسماس، تختصر بـ'إكس ماس'.
الشعار المستخدم منذ 5 أبريل 2017 حتى سبتمبر 2021.
شعار القناة الحالي منذ 14 سبتمبر 2021.

## روابط خارجية
- http://www.mtv.co.uk/mtv-classic